# Jyden A/S
Jyden A/S var ett  danskt tillverkningsföretag i Aalestrup i Vesthimmerlands kommun i Nordjylland. Det grundades som Cykle- og Ringfabrikken Jyden 1892 av fabrikören Peder Andersen (1868-1942) som ett grossistföretag för cyklar. År 1899 uppförde Jyden en fabrik i Aalestrup. Den utvidgades i flera etapper för att rymma en utvidgad produktion av cyklar, symaskiner, motorcyklar och senare också bilar. 
I samband med Landmandsbankens falissemang 1922 gick Jyden i konkurs. Peder Andersen kunde dock rekonstruera företaget. Det ombildades till ett aktiebolag samma år 1922 med Peder Andersen som direktör.
Vid utbrottet av andra världskriget 1939 upphörde leveranserna av cykeldelar från leverantörer i Tyskland, varför företaget övergick till att reparera radioapparater. Reparationsverkstaden började också att nytillverka apparater. Fabriken köpte in chassier och monterade dessa i lådor som tillverkades av lokala snickerier.
Peder Andersen dog 1942, och efter hans död blev hans son Niels Andersen (född 1894) chef, efter att ha varit meddirektör sedan 1934.
Fabriken fortsatte att tillverka cyklar fram till 1960, då fabriken lades ned.
Danmarks Cykelmuseum inrättades 1974 i företagets tidigare direktörsbostad.